# Església de Saint James (Londres)
L'església de Saint James és una església anglicana a Piccadilly, al centre de Londres al Regne Unit. Fou dissenyada i construïda per Christopher Wren. Va ser consagrada el 1684.
És un edifici de maó vermell i pedra de Portland. La nau està coberta amb una volta de canó sostinguda per columnes corínties. La nau central s'expandeix en galeries en tres costats sostingudes per pilars quadrats. La font de marbre i diverses escultures de fusta són bons exemples del treball de Grinling Gibbons.
Durant la Segona Guera Mundial, va ser greument danyada per bombes alemanyes el 14 d'octubre de 1940.
A principi dels anys 2020, va començar un ambiciós projecte The Wren Project, dirigit per l'arquitecte Ptolemy Dean, per a restaurar l'església i els afores, per a adaptar-la al segle xxi i els menesters nous de la comunitat.